# Arnd Kluge
Arnd Kluge (* 15. April 1961 in Essen) ist ein deutscher Historiker und Archivar.
Kluge studierte Geschichte mit Schwerpunkt Wirtschafts- und Sozialgeschichte in Münster und Bonn. Mit einer Geschichte der deutschen Bankgenossenschaften wurde er 1990 an der Universität Bonn zum Dr. phil. promoviert. Von 1991 bis 1993 folgte eine Ausbildung zum Archivar des Höheren Dienstes. Seit 1993 ist er Leiter des Stadtarchivs Hof. Kluge war von 2006 bis 2016 erster Vorsitzender des Nordoberfränkischen Vereins für Natur-, Geschichts- und Landeskunde und war Leiter des Museums Bayerisches Vogtland in Hof. 2018 erfolgte seine Habilitation im Fach Wirtschafts- und Sozialgeschichte an der Universität Regensburg.

## Veröffentlichungen
- Die deutsche Porzellanindustrie bis 1914, Steiner, Stuttgart 2020, ISBN 978-3-515-12677-9.
- Die Zünfte. Steiner, Stuttgart 2007, 2. Auflage 2009, ISBN 978-3-515-09391-0.[4]
- Die Hofer Chronik 1633–1643. Hof 2006.
- Hofer Heimatbuch. Führer durch das Museum Bayerisches Vogtland. Hof 1996.
- Frauen und Genossenschaften in Deutschland. Von der Mitte des 19. Jahrhunderts bis zur Gegenwart. Marburg 1992.
- Geschichte der deutschen Bankgenossenschaften. Zur Entwicklung mitgliederorientierter Unternehmen. Frankfurt am Main 1991.